# Ca l'Estrany (Palau de Santa Eulàlia)
Ca l'Estrany és una obra de Palau de Santa Eulàlia (Alt Empordà) inclosa a l'Inventari del Patrimoni Arquitectònic de Catalunya.

## Descripció
Edifici entre mitgeres situat a cinquanta metres de l'església de Santa Eulàlia. Aquesta casa té dues façanes una de les quals té una porta allindada amb un escut a la llinda i una finestra al primer pis amb motius florals tant a la a llinda com a l'ampit. L'altra façana ha estat totalment rehabilitada i han desaparegut els elements que podien ser d'interès. Tot l'edifici està remolinat fet que no permet veure el parament original.